# Cuando me toque a mí
Cuando me toque a mí es una película ecuatoriana del director Víctor Arregui. Trata sobre la vida en Quito en torno a la muerte con amargura y humor de la gente que se siente impotente en una sociedad donde mueren o sobreviven.
Se realizó en 2006 y está basada en la novela De que nada se sabe del escritor ecuatoriano Alfredo Noriega. La historia fue escrita con ayuda de Alfredo Noriega y terminada por Víctor Arregui.
En 2006 ganó el primer Premio Augusto San Miguel otorgado por el Ministerio de Educación y Cultura. También obtuvo un premio por la Producción y Distribución del Consejo Nacional de Cinematografía.

## Trama
La historia gira en torno a un médico legista solitario y escéptico que trabaja en una morgue de la ciudad de Quito. Debido a su trabajo donde tiene que lidiar con cadáveres, su vida se va enlazándo poco a poco con diversas personas en forma sombría. Durante la trama la madre y el hermano del legista, un taxista, una mujer con su marido y su amante, y un costeño recién emigrado a la capital, terminan por encontrarse en la morgue.

## Elenco
- Manuel Calisto[1]
- Juan Martín Cueva[1]
- Ana Miranda[1]
- Ramiro Logroño[1]

## Formato en DVD
El 14 de octubre de 2011 se lanzó en formato DVD en la sala de InCine, donde se proyectó el largometraje en homenaje al actor Manuel Calisto, quien falleció el 21 de junio de ese mismo año, al ser asesinado luego de un asalto.

## Premios y festivales
- Festival de Biarritz (Francia). Mejor interpretación masculina.
- Premio del Ministerio de Educación y Cultura.
- Dos premios de posproducción y distribución en el Consejo Nacional de Cinematografía del Ecuador.
- Premio Colibrí al Cine Nacional de Ecuador: Mejor película, Mejor director, Mejor actor.
- Festival La Chiminea de Villaverde: Premio del jurado al Mejor largometraje.